# Zuid-Beveland
Zuid-Beveland es una parte de la provincia de Zelanda en los Países Bajos, comprendida entre el Escalda Occidental y el Escalda Oriental, dos canales en la desembocadura del río Escalda. 
Comprende cuatro municipios:
- Borsele
- Goes
- Kapelle
- Reimerswaal

Originalmente Zuid-Beveland era una isla. La construcción de pólders desde el siglo XI acabarían uniendo Walcheren y Zuid-Beveland al continente. 
El 5 de noviembre de 1530, la Inundación de San Félix (o Sábado Maléfico), que ahogó a más de 100 000 personas, arrasó parte de la isla, dejándola bajo las aguas.
- Datos: Q228614
- Multimedia: Zuid-Beveland / Q228614